# Ambag
Ambag is een historisch Duits merk van automobielen en motorfietsen.
De bedrijfsnaam was: Automobil und Motorrad Bau AG, Berlin-Steglitz.
Dit was een Duitse fabriek die alleen in 1923 motorfietsen en kleine automobielen maakte. Voor de motorfietsen werden 155cc-zijklepmotoren van Richard Gruhn gebruikt.